# Khotynetsky (huyện)
Huyện Khotynetsky (tiếng Nga: ? райо́н) là một huyện hành chính tự quản (raion), của Tỉnh Orel, Nga. Huyện có diện tích 781 km², dân số thời điểm ngày 1 tháng 1 năm 2000 là 13300 người. Trung tâm của huyện đóng ở Khotynets.